# Ariane Lipski
Ariane Lipski da Silva (Curitiba, 26 de enero de 1994) es una artista marcial mixta brasileña. Es excampeona de peso mosca de la KSW y actualmente compite en la división de peso mosca del Ultimate Fighting Championship (UFC). Desde el 30 de abril de 2024, ocupa el puesto #13 en la clasificación de peso mosca femenino de UFC.

## Primeros años
Lipski nació en Curitiba, Brasil, y posee herencia polaca. Su abuelo emigró a Brasil antes de la Segunda Guerra Mundial por razones de seguridad. Lipski comenzó a entrenar Muay Thai a una edad temprana y se convirtió en la campeona brasileña de Muay Thai antes de su transición a las MMA.

## Carrera de artes marciales mixtas

### Carrera temprana
Lipski inició su carrera peleando MMA en Brasil y Polonia, bajo la promoción del Konfrontacja Sztuk Walki, donde fue tres veces campeona de peso mosca en Polonia. Más tarde firmó por el UFC.

### Ultimate Fighting Championship
Lipski tenía previsto hacer su debut en UFC contra Maryna Moroz, reemplazando a la lesionada Verónica Macedo, el 17 de noviembre de 2018 en UFC Fight Night 140. A su vez, Moroz se retiró debido a una lesión el 30 de octubre y como resultado la pelea fue cancelada.
Su debut en UFC se produjo dos meses después, el 19 de enero de 2019, contra Joanne Wood en UFC Fight Night: Cejudo vs. Dillashaw Lipski perdió la pelea por decisión unánime.
Su segunda pelea fue el 22 de junio de 2019 en UFC Fight Night: Moicano vs. Korean Zombie Lipski nuevamente perdió la pelea por decisión unánime.
El 1 de agosto de 2019 se anunció que Lipski pelearía contra Priscila Cachoeira en UFC en ESPN + 22. Sin embargo, debido a que Cachoeira dio positivo por un diurético, se vio obligada a retirarse del evento. Por lo tanto, su pelea con Lipski se canceló y posteriormente se reprogramó para pelear en UFC Fight Night: Edgar vs. The Korean Zombie contra Verónica Macedo el 21 de diciembre de 2019, pero luego se cambió para el UFC Fight Night: Błachowicz vs. Jacaré el 16 de noviembre de 2019. A su vez, Macedo no fue autorizada a luchar por CABMMA debido a fuertes dolores de cabeza un día antes del evento y fue reemplazada por la recién llegada Isabella de Padua. En el pesaje, De Padua pesó 130.5 libras, 4.5 libras por encima del límite de pelea sin título de peso mosca de, marcado en 126 libras. La pelea se desarrolló en un catchweight. Como resultado de pesaje De Padue recibió una multa del 30%, que fue sumado para Lipski y terminó ganando la pelea por decisión unánime.
Como la primera pelea de su nuevo contrato de cuatro combates, Lipski estaba programada para enfrentar a Luana Carolina el 16 de mayo de 2020 en UFC Fight Night 175. Sin embargo, el 9 de abril, Dana White, presidente de UFC, anunció que este evento se pospuso para el 13 de junio de 2020. Pero finalmente la pelea se realizó el 19 de julio de 2020 en UFC Fight Night 172. Lipski ganó la pelea por sumisión por kneebar en la primera ronda. Esta victoria le valió el premio Performance of the Night.
Lipski se enfrentó a Antonina Shevchenko el 21 de noviembre de 2020 en UFC 255. Perdió el combate por nocaut técnico. Lipski confirmó que había sufrido una fractura facial en la derrota ante Shevchenko un día después.
Lipski se enfrentó a Montana De La Rosa el 5 de junio de 2021 en UFC Fight Night: Rozenstruik vs. Sakai. Perdió el combate por TKO en el segundo asalto.
Lipski tenía previsto enfrentarse a Mandy Böhm, en sustitución de Taila Santos, el 4 de septiembre de 2021 en UFC Fight Night: Brunson vs. Till. Sin embargo, el combate fue retirado de la tarjeta durante la semana previa a ese evento, ya que Böhm fue marginado por enfermedad y el combate fue reprogramado para UFC Fight Night: Smith vs. Spann el 18 de septiembre de 2021. Lipski ganó el combate por decisión unánime.
Lipski estaba programada para enfrentarse a JJ Aldrich el 12 de marzo de 2022, en UFC Fight Night 203. Sin embargo, Lipski fue retirada de su partido por razones no reveladas, y fue reemplazada por Gillian Robertson.
Lipski estaba programada para enfrentarse a Priscila Cachoeira el 6 de agosto de 2022, en UFC on ESPN 40. En los pesajes, Lipski pesó 128,5 libras, dos libras y media por encima del límite de pelea sin título de peso mosca. Se espera que la pelea se lleve a cabo en el peso acordado con Lipski multada con el 20% de su bolsa, que irá a Cachoeira, pero fueron reprogramados para UFC on ESPN 41 en una pelea de peso gallo después de que Lipski no recibió el alta médica. Lipski perdió la pelea por nocaut técnico.
Lipski enfrentó a JJ Aldrich el 11 de marzo de 2023 en UFC Fight Night 221. Ella ganó la pelea por decisión unánime.
Lipski enfrentó a Melissa Gatto el 1 de julio de 2023, en UFC on ESPN 48. Ella ganó la pelea por decisión dividida.
Lipski enfrentó a Casey O'Neill el 16 de diciembre de 2023 en UFC 296. Ella ganó la pelea mediante una sumisión con barra de brazo en el segundo asalto. Esta pelea le valió el premio Actuación de la Noche.
Lipski enfrentó a Karine Silva el 27 de abril de 2024 en UFC on ESPN 55. Perdió la pelea por decisión unánime.
Lipski se enfrentó a Jasmine Jasudavicius el 2 de noviembre de 2024 en UFC Fight Night 246. Perdió la pelea por sumisión con estrangulamiento Brabo en el tercer asalto.

## Campeonatos y logros

### Artes marciales mixtas
- Ultimate Fighting Championship
  - Actuación de la noche (dos veces) vs. Luana Carolina y Casey O'Neill.[30][51]
  - 2020 Sumisión del año vs. Luana Carolina[56]
- Konfrontacja Sztuk Walki (KSW) 
  - Campeona de peso mosca de KSW (tres veces) vs. Diana Belbiţă, Mariana Morais y Silvana Gómez Juárez.[11]

## Récord en artes marciales mixtas
| Resultado | Récord | Oponente                       | Método                                 | Evento                                      | Fecha                    | Ronda | Tiempo | Localización                 | Notas                                                                       |
| --------- | ------ | ------------------------------ | -------------------------------------- | ------------------------------------------- | ------------------------ | ----- | ------ | ---------------------------- | --------------------------------------------------------------------------- |
| Derrota   | 17–9   | Karine Silva                   | Decisión (unánime)                     | UFC on ESPN: Nicolau vs. Perez              | 27 de abril de 2024      | 3     | 5:00   | Las Vegas, Nevada            |                                                                             |
| Victoria  | 17–8   | Casey O'Neill                  | Sumisión (armbar)                      | UFC 296                                     | 16 de diciembre de 2023  | 2     | 1:18   | Las Vegas, Nevada            | Actuación de la noche.                                                      |
| Victoria  | 16–8   | Melissa Gatto                  | Decisión (dividida)                    | UFC on ESPN: Strickland vs. Magomedov       | 1 de julio de 2023       | 3     | 5:00   | Las Vegas, Nevada            |                                                                             |
| Victoria  | 15–8   | JJ Aldrich                     | Decisión (unánime)                     | UFC Fight Night: Yan vs. Dvalishvili        | 11 de marzo de 2023      | 3     | 5:00   | Las Vegas, Nevada            | Regresó a peso mosca.                                                       |
| Derrota   | 14–8   | Priscila Cachoeira             | TKO (golpes)                           | UFC on ESPN: Vera vs. Cruz                  | 13 de agosto de 2022     | 1     | 1:05   | Las Vegas, Nevada            | Debut en peso gallo.                                                        |
| Victoria  | 14–7   | Mandy Böhm                     | Decisión (unánime)                     | UFC Fight Night: Smith vs. Spann            | 18 de septiembre de 2021 | 3     | 5:00   | Las Vegas, Nevada            |                                                                             |
| Derrota   | 13–7   | Montana De La Rosa             | TKO (puñetazos)                        | UFC Fight Night: Rozenstruik vs. Sakai      | 5 de junio de 2021       | 2     | 4:27   | Las Vegas, Nevada            |                                                                             |
| Derrota   | 13–6   | Antonina Shevchenko            | TKO (golpes)                           | UFC 255                                     | 21 de noviembre de 2020  | 2     | 4:33   | Las Vegas, Nevada            |                                                                             |
| Victoria  | 13–5   | Luana Carolina                 | Sumisión (barra de rodilla)            | UFC Fight Night: Figueiredo vs. Benavidez 2 | 19 de julio de 2020      | 1     | 1:28   | Abu Dhabi                    | Actuación de la noche. Sumisión del año.                                    |
| Victoria  | 12–5   | Isabela de Pádua               | Decisión (unánime)                     | UFC Fight Night: Błachowicz vs. Jacaré      | 16 de noviembre de 2019  | 3     | 5:00   | São Paulo                    | Pelea de peso pactado en (130.5 lb) de Pádua perdió peso.                   |
| Derrota   | 11–5   | Molly McCann                   | Decisión (unánime)                     | UFC Fight Night: Moicano vs. Korean Zombie  | 22 de junio de 2019      | 3     | 5:00   | Greenville, Carolina del Sur |                                                                             |
| Derrota   | 11–4   | Joanne Wood                    | Decisión (unánime)                     | UFC Fight Night: Cejudo vs. Dillashaw       | 19 de enero de 2019      | 3     | 5:00   | Brooklyn, Nueva York         |                                                                             |
| Victoria  | 11–3   | Silvana Gómez Juárez           | Decisión (unánime)                     | KSW 42                                      | 3 de marzo de 2018       | 5     | 5:00   | Lodz                         | Defendió el Campeonato de peso mosca femenino de KSW.                       |
| Victoria  | 10–3   | Mariana Morais                 | Sumisión (estrangulamiento por detrás) | KSW 40                                      | 22 de octubre de 2017    | 1     | 0:58   | Dublin                       | Defendió el Campeonato de peso mosca femenino de KSW. Sumisión de la noche. |
| Victoria  | 9–3    | Diana Belbiţă                  | Sumisión (barra de brazo)              | KSW 39                                      | 27 de mayo de 2017       | 1     | 4:52   | Warsaw,                      | Ganó el Campeonato vacante de peso mosca femenino de KSW.                   |
| Victoria  | 8–3    | Sheila Gaff                    | TKO (golpes)                           | KSW 36                                      | 1 de octubre de 2016     | 1     | 2:09   | Lebus                        | Pelea de la noche.                                                          |
| Victoria  | 7–3    | Juliana Werner                 | TKO (puñetazo)                         | Inmortal FC 4                               | 21 de mayo de 2016       | 2     | 4:26   | São José da Tapera           |                                                                             |
| Victoria  | 6–3    | Katarzyna Lubońska             | TKO (golpes y patada al cuerpo)        | KSW 33                                      | 28 de noviembre de 2015  | 2     | 3:25   | Kraków                       |                                                                             |
| Victoria  | 5–3    | Paula Vieira da Silva          | TKO (golpes)                           | Striker's House Cup 55                      | 17 de octubre de 2015    | 1     | 1:04   | Curitiba                     |                                                                             |
| Victoria  | 4–3    | Marta Souza                    | Decisión (unánime)                     | Striker's House Cup 52                      | 15 de agosto de 2015     | 3     | 5:00   | Curitiba                     |                                                                             |
| Victoria  | 3–3    | Geisyele Nascimento Nascimento | TKO (golpes)                           | Striker's House Cup 50                      | 5 de junio de 2015       | 1     | 0:35   | Curitiba                     |                                                                             |
| Derrota   | 2–3    | Isabelly Varela                | Decisión (dividida)                    | Curitiba Top Fight 9                        | 3 de marzo de 2015       | 3     | 5:00   | Curitiba                     |                                                                             |
| Derrota   | 2–2    | Daiane Firmino                 | TKO (puñetazos)                        | MMA Super Heroes 7                          | 15 de noviembre de 2014  | 1     | 2:28   | São José da Tapera           | Regresó a peso mosca.                                                       |
| Victoria  | 2–1    | Jaqueline Santana              | TKO (puñetazos)                        | Gladiator Combat Fight 7                    | 6 de septiembre de 2014  | 1     | 0:20   | Curitiba                     | Debut en peso paja.                                                         |
| Derrota   | 1–1    | Gisele Moreira                 | Decisión (unánime)                     | Nitrix Champion Fight 21                    | 1 de junio de 2014       | 1     | 0:20   | São José da Tapera           |                                                                             |
| Victoria  | 1–0    | Daiana Torquato                | Decisión (unánime)                     | Nitrix Champion Fight 17                    | 3 de marzo de 2013       | 3     | 5:00   | Balneário Camboriú           |                                                                             |